# 広東省の大学一覧
広東省の大学一覧（カントンしょうのだいがくいちらん）は中国の広東省にある大学の一覧である。
広州
- 中山大学
- 曁南大学
- 華南理工大学
- 華南農業大学
- 華南師範大学
- 南方医科大学
- 広東工業大学
- 広東外語外貿大学
- 広東薬科大学
- 広東技術師範大学
- 広東財経大学
- 広州中医薬大学
- 広州医科大学
- 広州大学
- 広州体育学院
- 広州美術学院
- 星海音楽学院
- 仲愷農業工程学院
- 広東航海学院
- 広東警官学院
- 広東金融学院
- 広東培正学院（私立）
- 広東白雲学院（私立）
- 広州城市理工学院（私立）
- 広州ソフトウェア学院（私立）
- 広州南方学院（私立）
- 広東外語外貿大学南国商学院（私立）
- 広州華商学院（私立）
- 華南農業大学珠江学院（私立）
- 広州理工学院（私立）
- 広州華立学院（私立）
- 広州応用科技学院（私立）
- 広州商学院（私立）
- 香港科技大学広州校（私立）
- 広東軽工職業技術大学
- 広州工商学院（私立）
- 広州科技職業技術大学（私立）
- 広州新華学院（私立）
- 広東第二師範大学
- 広東交通職業技術学院（短大）
- 広東水利電力職業技術学院（短大）
- 広東南華工商職業学院（短大）
- 私立華聯学院（短大）（私立）
- 広州民航職業技術学院（短大）
- 広州番禺職業技術学院（短大）
- 広東農工商職業技術学院（短大）
- 広東科学技術職業学院（短大）
- 広東食品薬品職業学院（短大）
- 広州康大職業技術学院（短大）
- 広東行政職業学院（短大）
- 広東体育職業技術学院（短大）
- 広東建設職業技術学院（短大）
- 広東女子職業技術学院（短大）
- 広東機電職業技術学院（短大）
- 広東嶺南職業技術学院（短大）
- 広東郵電職業技術学院（短大）
- 広東工貿職業技術学院（短大）
- 広東司法警官職業学院（短大）
- 広東省外語芸術職業学院（短大）
- 広東文芸職業学院（短大）
- 広州体育職業技術学院（短大）
- 広州工程技術職業学院（短大）
- 広州涉外経済職業技術学院（短大）
- 広州南洋理工職業学院（短大）
- 広州現代信息工程職業技術学院（短大）（私立）
- 広東理工職業学院（短大）
- 広州華南商貿職業学院（短大）（私立）
- 広州華立科技職業学院（短大）（私立）
- 広州城市職業学院（短大）
- 広東工程職業技術学院（短大）
- 広州鉄路職業技術学院（短大）
- 広東科貿職業学院（短大）
- 広東科技貿易職業学院（短大）
- 広州珠江職業技術学院（短大）（私立）
- 広州松田職業学院（短大）（私立）
- 広州城建職業学院（短大）（私立）
- 広州華商職業学院（短大）（私立）
- 広州華夏職業学院（短大）（私立）
- 広東青年職業学院（短大）
- 広州東華職業学院（短大）（私立）
- 広東芸術職業学院（短大）
- 広東生態工程職業学院（短大）
- 広州衛生職業技術学院（短大）
- 広州幼児師範学院（高等専門科学校）（短大）

深圳
- 深圳大学
- 南方科技大学
- 深圳技術大学
- 深圳職業技術大学
- 深圳理工大学
- 香港中文大学深圳校（私立）（中国本土・中国香港連携）
- 深圳北理モスクワ大学（私立）（中国・ロシア連携）
- 広東新安職業技術学院（短大）（私立）
- 深圳信息職業技術学院（短大）
- 深圳城市職業学院（短大）

珠海
- 北京師範大学珠海校（私立）
- 北京理工大学珠海校（私立）
- 珠海科技学院（私立）
- 北京師範大学・香港浸会大学連合国際学院（私立）（中国本土・中国香港連携）
- 珠海芸術職業学院（短大）（私立）
- 珠海城市職業技術学院（短大）
- 珠海格力職業学院（短大）（私立）

汕頭
- 汕頭大学
- 広東イスラエル理工学院（私立）（中国・イスラエル連携）
- 汕頭職業技術学院（短大）
- 広東汕頭幼児師範学院（高等専門科学校）（短大）

仏山
- 仏山大学
- 広東東軟学院（私立）
- 順徳職業技術学院（短大）
- 仏山職業技術学院（短大）
- 広東職業技術学院（短大）
- 広東環境保護工程職業学院（短大）

韶関
- 韶関学院
- 広東松山職業技術学院（短大）

湛江
- 広東海洋大学
- 広東医科大学
- 嶺南師範学院
- 湛江科技学院（私立）
- 広東文理職業学院（短大）（私立）
- 湛江幼児師範学院（高等専門科学校）（短大）

肇慶
- 肇慶学院
- 肇慶医学院
- 広東理工学院（私立）
- 広東工商職業技術大学（私立）
- 広東亜視演芸職業学院（短大）（私立）
- 広東信息工程職業学院（短大）（私立）
- 広東肇慶航空職業学院（短大）（私立）

江門
- 五邑大学
- 江門職業技術学院（短大）
- 広東南方職業学院（短大）（私立）
- 広東江門中医薬職業学院（短大）
- 広東江門幼児師範学院（高等専門科学校）（短大）

茂名
- 広東石油化工学院
- 茂名職業技術学院（短大）
- 広東茂名健康職業学院（短大）
- 広東茂名幼児師範学院（高等専門科学校）（短大）
- 広東茂名農林科技職業学院（短大）

恵州
- 恵州学院
- 恵州経済職業技術学院（短大）（私立）
- 恵州衛生職業技術学院（短大）
- 恵州城市職業学院（短大）
- 恵州工程職業学院（短大）

梅州
- 嘉応学院
- 広東梅州職業技術学院（短大）

汕尾
- 汕尾職業技術学院（短大）

河源
- 河源職業技術学院（短大）

陽江
- 陽江職業技術学院（短大）

清遠
- 清遠職業技術学院（短大）
- 広東碧桂園職業学院（短大）（私立）
- 広東財貿職業学院（短大）

東莞
- 東莞理工学院
- 広東科技学院（私立）
- 東莞城市学院（私立）
- 香港城市大学東莞校（私立）（中国本土・中国香港連携）
- 東莞職業技術学院（短大）
- 広東創新科技職業学院（短大）（私立）
- 広東ホテル管理職業技術学院（短大）（私立）

中山
- 電子科技大学中山学院（私立）
- 中山トーチ職業技術学院（短大）
- 中山職業技術学院（短大）

潮州
- 韓山師範学院
- 広東潮州衛生健康職業学院（短大）

揭陽
- 潮汕職業技術学院（短大）（私立）
- 揭陽職業技術学院（短大）

雲浮
- 羅定職業技術学院（短大）
- 広東雲浮中医薬職業学院（短大）